# David Buckner
David John Louis Buckner (født 29. maj 1976) er en trommeslager fra USA, der er bedst kendt for sit arbejde i hardrockbandet Papa Roach fra 1993 til 2008.
I 2008 dannede Buckner sammen med Jake Desrochers et band med navnet Last Angels.